# نیکولاس کدی
نیکولاس کدی (انگلیسی: Nicholas Kadi) بازیگر عراقی، آمریکایی است. وی در تاریخ ۲۲ سپتامبر ۱۹۵۲ در شهر استانبول از والدینی با اصالت عراقی زاده شد.

## قسمتی از فیلمشناسی
- پرتقال‌ها -۲۰۰۷
- محمد: آخرین پیامبر (صداپیشه)-۲۰۰۲
- جرج جنگل -۱۹۹۷
- یگان ویژه -۱۹۹۰
- جستجو برای آتش-۱۹۸۱